# Флуконазол
Флуконазол — синтетичний протигрибковий препарат, що належить до підгрупи тріазолів класу азолів для перорального, парентерального та місцевого застосування. Флуконазол уперше синтезований у лабораторії американської корпорації «Pfizer», яка розпочала випуск препарату з 1990 року під торговельною маркою «Дифлюкан».

## Фармакологічні властивості
Флуконазол — синтетичний протигрибковий препарат, що належить до класу азолів широкого спектра дії. Препарат має як фунгістатичну, так і фунгіцидну дію, що залежить від концентрації препарату в крові. Механізм дії флуконазолу полягає в інгібуванні синтезу стеролів у клітинах грибків, що приводить до пошкодження клітинних мембран грибків. До препарату чутливі грибки Candida spp.; Cryptococcus neoformans; Microsporum spp.; Trichophyton spp.; Blastomyces dermatitides; Coccidiodes immitis; Histoplasma capsulatum. До препарату нечутливі збудники роду Aspergillus.

## Фармакокінетика
Флуконазол добре всмоктується зі шлунково-кишкового тракту, біодоступність при пероральному прийманні складає більше ніж 90 %. Максимальна концентрація в крові досягається протягом 30-90 хвилин, як при пероральному, так і при парентеральному введенні. Препарат створює високі концентрації в усіх тканинах та рідинах організму, накопичується в роговому шарі шкіри. Флуконазол добре проникає через гематоенцефалічний бар'єр. Препарат проникає через плацентарний бар'єр та виділяється в грудне молоко. Флуконазол не метаболізується, виділяється з організму в незміненому вигляді з сечею. Період напіввиведення препарату становить 30 годин, при нирковій недостатності цей час може збільшуватись.

## Показання до застосування
Флуконазол застосовують при грибкових інфекціях, які спричинюють чутливі до препарату збудники — при генералізованому кандидозі, кандидозі слизових оболонок, генітальному кандидозі; дерматомікозах; глибоких ендемічних мікозах (кокцидіомікозі, гістіоплазмозі, бластомікозі, паракокцидіомікозі, споротрихозі); криптококозі. Препарат застосовують також із профілактичною метою у хворих на СНІД та у хворих, що отримують імуносупресивну терапію, для профілактики розвитку грибкових ускладнень.

## Побічна дія
При застосуванні флуконазолу можливі наступні побічні ефекти:
- Алергічні реакції — часто (1—10 %) висипання на шкірі (у клінічних дослідженнях при застосуванні понад 7 днів — 1,8 %); нечасто (0,1—1 %) кропив'янка, свербіж шкіри, гарячка; рідко (0,01—0,1 %) набряк Квінке, синдром Стівенса-Джонсона, синдром Лаєлла, анафілактичний шок.
- З боку травної системи — часто (1—10 %) нудота (3,7 % у клінічних дослідженнях), блювання (частіше у дітей — 5,4 % у клінічних дослідженнях), біль у животі (1,7 % у клінічних дослідженнях), діарея (1,5 % у клінічних дослідженнях); нечасто (0,1—1 %) метеоризм, холестаз, жовтяниця; рідко (0,01—0,1 %) токсичний гепатит, гепатоцелюлярний некроз, печінкова недостатність.
- З боку нервової системи — часто (1—10 %) головний біль (1,9 % у клінічних дослідженнях); нечасто (0,1—1 %) запаморочення, судоми, зміна смаку, парестезії, безсоння, сонливість; рідко (0,01—0,1 %) тремор.
- З боку серцево-судинної системи — рідко (0,01—0,1 %) фібриляція шлуночків, подовження інтервалу QT на ЕКГ, пароксизмальна тахікардія типу «пірует».
- Зміни в лабораторних аналізах — часто (1—10 %) збільшення рівня білірубіну, підвищення активності амінотрансфераз та лужної фосфатази в крові; нечасто (0,1—1 %) анемія; рідко (0,01—0,1 %) лейкопенія, нейтропенія, агранулоцитоз, тромбоцитопенія, гіперхолестеринемія, гіпертригліцеридемія, гіпокаліємія.

При клінічних дослідженнях побічні ефекти при застосуванні флуконазолу частіше спостерігалися у хворих СНІДом (у 21 %), ніж у хворих із відсутністю ВІЛ-інфекції (13 %).

## Протипокази
Флуконазол протипоказаний при підвищеній чутливості до азолів, при одночасному лікуванні терфенадином або цизаприлом. Препарат застосовується з обережністю при вагітності. Під час лікування флуконазолом рекомендовано припинити годування грудьми.

## Форми випуску
Флуконазол випускається у вигляді флаконів для ін'єкцій по 50, 100 та 200 мл 2 % розчину; капсул по 0,05; 0,1; 0,15 та 0,2 г; таблеток по 0,02 г; 0,5 % сиропу; порошок для приготування суспензії для приймання всередину у флаконах по 0,05 та 0,2 г; таблеток для розсмоктування в роті по 50 мг.